# Johann Nikolaus Otte
Johann Nikolaus Otte (* 6. Mai 1714 in Eckernförde; † 17. April 1780 in Kiel) war ein deutscher Gutsbesitzer, Fayencemanufakturist und Verwaltungsbeamter.

## Leben und Wirken
Johann Nikolaus Otte war ein Sohn von Christian Otte und dessen Ehefrau Elsabe, geborene Claussen. Er hatte 15 Geschwister, darunter Friedrich Wilhelm Otte.
Otte bewirtschaftete das väterliche Gut Krieseby in Schwansen und hatte dort bis 1771 seinen Wohnsitz. Er arbeitete den größten Teil der Zeit als Landwirt und ließ 1749 ein Torhaus bauen. Gemeinsam mit seinem Bruder Georg Christian erwarb er 1748/49 für 53.000 Reichstaler das Gut Bienebek. Dort richteten sie in den Folgejahren eine Baumschule ein. Aufgrund finanzieller Probleme musste Georg Christian 1757 seine Anteile an seinen Bruder verkaufen, der es im Folgejahr an den Bruder Friedrich Wilhelm veräußerte.
Nach dem Tod des Vaters erbten die Brüder Otto bedeutende Schiffsparten. Johann Nikolaus Otto besaß diese Anteile noch, als sein Bruder Friedrich Wilhelm aus dem Erbe eine der größten Reedereien Dänemarks gemacht hatte. Ab 1755 gaben die beiden Brüder Otte bei Schiffbaumeister Gosch Friedrich Haack in Bienbek einige Schiffe in Auftrag. Ottes Bruder leitete neben der Reederei ein Handelshaus, an dem auch Johann Nikolaus Otte Anteile hatte.
Als Mitte der 1750er Jahre industrielle Experimente im Herzogtum Schleswig zunahmen, beteiligte sich Otto direkt als Unternehmer. Reiche Adlige und Staatsbeamte probierten ab 1754, in Schleswig Luxusgüter, Textilien und Fayencen herstellen zu lassen. Die Brüder Otte investierten hier fast von Beginn an, wobei Johann Nikolaus weniger Geld als seine Brüder riskierte. Der Bruder Christian Georg bemühte sich insbesondere in der Schleswiger Fayencenmanufaktur von 1754, Friedrich Wilhelm und Johann Nikolaus betreuten die Schleswiger Textilproduzenten.
1759 gründete Otte auf Krieseby eine „Mehlfabrik“ und produzierte dort sehr feines Weizenmehl und Perückenpuder. Darüber hinaus baute er eine Fabrik auf, in der er Amida (Stärke) herstellte. 1758/59 verkauften die drei Brüder Otte ihre Anteile an der Schleswiger Manufaktur an den Zollinspektor Johann Rambusch. Johann Nikolaus Otte gründete daraufhin auf Krieseby eine eigene Fayencenmanufaktur, für die er 1761 das Privileg erhielt. Das Fachpersonal rekrutierte er mitunter bei der Manufaktur in Schleswig, darunter den Maler Johann Leihammer. Aufgrund der erfolgreichen Produktion von Fayencen und Öfen investierte Otte 1765 in einen Ausbau seiner Manufaktur.
1765/66 zog Otte mit der Manufaktur nach Eckernförde. Dies reduzierte die Transportkosten für Rohstoffe und Erzeugnisse und bot die Möglichkeit für Produktions- und Absatzförderungen. Gemeinsam mit seinem Bruder Friedrich Wilhelm, dem Anteile gehörten, baute er die Manufaktur aus. Zum Zeitpunkt des Todes Friedrich Wilhelms im Herbst 1766 besaß Johann Nikolaus ein Viertel der Fabrikengagements und zahlreiche Schiffsparten. Er überlegte gemeinsam mit den weiteren Erben, wie die Unternehmungen fortgeführt werden sollten. Er bemühte sich umgehend erfolglos, den Staat als Käufer für die Wollmanufaktur zu werben. Das Engagement in der Fayencenmanufaktur intensivierte er hingegen.
Ottes Manufaktur stand unter der Leitung von Johann Buchwald und beschäftigte neben Johann Leihamer auch Abraham Leihammer, Johann Cornelius Ewald, Johann August Jahn und weitere Maler. Otte ließ die Gebäude vergrößern und stellte weitere Arbeiter ein. 1766 beschäftigte er ungefähr 44 Personen, 1767 rund 80. So entstand die in der Zierkeramikproduktion Schleswig-Holsteins führende Fayencenfabrik. Otte bot Gebrauchskeramik und in Serienproduktion gefertigtes Tafelgeschirr, aber auch Blumenkästen, Schreibzeuge, Potpourrivasen, Kleinplastiken und Figuren an. In den ersten und letzten Jahren entstanden zumeist mit Scharffeuerfarbe verzierte Produkte, aber auch manganviolette und blaue Stücke, während mehrfarbiger Scharffeuerdekor äußerst selten verwendet wurde. Insbesondere im Bereich der Blumen- und Insektenmalerei gelangen Meisterwerke in der Verzierung mit Muffelfarben.
Otte erzielte keine ausreichenden Erlöse und die finanziellen Schwierigkeiten aller Erben seines Bruders nahmen zu. Im März 1767 versuchte er erfolglos, seine Manufaktur in eine Aktiengesellschaft zu überführen und somit zu retten. Er erhielt im selben Jahr einen Besuch von Christian VII. und Johann Hartwig Ernst von Bernstorff, was ihm jedoch auch nicht zu staatlichen Zuschüssen verhalf. Ende 1767 versuchte er vergeblich, das gesamte Unternehmen zu verkaufen. Seine besten Fachleute, so Buchwald und die Maler Leihamer, wechselten zu anderen Manufakturen, der Betrieb ruhte weitestgehend. 1771/72 musste Otte sämtliche Fabrikgebäude übernehmen. Er veräußerte das Gut Krieseby und verlegte seinen Wohnsitz nach Eckernförde. Hier betrieb er auf sehr geringem Niveau bis Lebensende die Woll- und Fayencenmanufaktur und die Amidamfabrik.
Die Bemühungen, die Fayencenmanufaktur aufrechtzuerhalten, führten Otte nahe an den Bankrott. Im Mai 1768 wurde er zum Kanzleirat und Oberlandinspektor der Schleswig-Holsteinischen Landkommission ernannt. Dies könnte auch ein Dank für seine Erfolge im Bereich der industriellen Experimente gewesen sein. Otto übte seine Ämter bis 1780 aus. Er übernahm als Sachverständiger sämtliche praktische Landwirtschaftsangelegenheiten, insbesondere bei Verkoppelungen und war Vorgesetzter mehrerer Landmesser.
Von 1768 bis 1771 parzellierte Otte das Gut Satrupholm, was als Vorbild für die Vererbpachtung von Staatsgütern angesehen wurde. Es handelte sich um die erste Aufgabe, die die Landkommission übernahm. Otto erstellte hierfür ein Gutachten, dessen Maßnahmen später allgemein von der Landkommission durchgeführt wurden. Er schlug vor, das komplette Gut zu vermessen, die Fester (Lehenbauern) zu Bonden (Freibauern) zu machen, die Untertanen neu zu setzen, geschlossene Hölzungen einzurichten und das Land an Kätner und Insten zu verteilen.

## Familie
Otte heiratete Elisabeth Friderica von Gössel (* 2. Februar 1730 in Schleswig; † 10. September 1782). Ihr Vater Johann Martin von Gössel arbeitete als Justizrat in Stubbe.
Das Ehepaar Otte hatte zwei Söhne und vier Töchter.
- Die Tochter Anna Maria Wilhelmina (* 4. Dezember 1761 in Sieseby; † 7. März 1791) heiratete 1789 des Schleswiger Bürgermeister Johann Conrad Dumreicher (1764–1845).
- Der Sohn Friedrich Wilhelm arbeitete als Beamter und Schriftsteller.
- Die Tochter Hedwig Margaretha Friederica heiratete 1782 Christian Gottfried Völcker. Ihr Ehemann arbeitete als Fabrikinspektor in der Textilfabrik des Großkaufmanns Niels Ryberg in Køng.